# Дунавски гребенест тритон
Дунавският гребенест тритон (Triturus dobrogicus), наричан още добруджански гребенест тритон, е вид дребно опашато земноводно от род Тритони (Triturus). В миналото дунавският гребенест тритон е смятан за подвид на големия гребенест тритон, който днес се определя като надвид.

## Разпространение
Дунавският гребенест тритон се среща в делтата на река Дунав и по крайбрежието на нейното долно течение, на територията на България и Румъния. Разпространен е блатисти местности, устия на притоците на Дунав и по островите в реката.

## Подвидове
- T. d. dobrogicus
- T. d. macrosoma

## Размножаване
През размножителния период по гърба и опашката на мъжкия се появява гребен. Женската увива оплодените яйца в листа, използвайки лепкав секрет.

## Природозащитен статут
- Червен списък на световнозастрашените видове (IUCN Red List) – Почти застрашен (Near Threatened NT)[4]
- Директива за местообитанията и дивата флора и фауна на ЕС – Приложение II [5]

Дунавският гребенест тритон е защитен от Приложение III на Бернската конвенция и от Приложения II и III на Закона за биологичното разнообразие.